# Martin Strempfl
Martin Strempfl (* 1. August 1984 in Graz, Steiermark) ist ein österreichischer Sportschütze.
Er ist von Beruf Heeresleistungssportler (Dienstgrad Zugsführer) im Heeressportzentrum des Österreichischen Bundesheeres und lebt im steirischen Gersdorf an der Feistritz. Er ist Mitglied des Nationalkaders des Österreichischen Schützenbundes und ist mehrmaliger österreichischer Staatsmeister, doppelter Weltmeister bei den Militär-Weltmeisterschaften in der 300-Meter-Großkaliber-Disziplin. Im Jahr 2019 erreichte Strempfl mit dem Luftgewehr den vierten Platz beim ISSF World Cup Neu Delhi. Mit dieser Leistung sicherte er für den Österreichischen Schützenbund den ersten Olympiaquotenplatz für die Olympischen Spiele in Tokio. In Tokio verpasste Strempfl mit 627.0 Ringen das Finale um 2.2 Ringen und belegte den 13. Platz.
Bei den Europameisterschaften 2022 in Hamar (Norwegen) holte er im Luftgewehr Team Wettbewerb mit Andreas Thum und Patrick Diem dem Vize-Europameister Titel.